# Gymnelia xanthogastra
Gymnelia xanthogastra är en fjärilsart som beskrevs av Perty 1834. Gymnelia xanthogastra ingår i släktet Gymnelia och familjen björnspinnare. Inga underarter finns listade i Catalogue of Life.